# Pete Postlethwaite
Peter William „Pete” Postlethwaite, OBE (kiejtése [ˈpɒsəlθweɪt]; Warrington, 1946. február 7. – Shrewsbury, 2011. január 2.) angol színpadi, film- és televíziós színész.
Az apróbb televíziós szerepek (például a The Professionals) után első sikerét a Távoli hangok, csendélet hozta meg 1988-ban. Ő játszotta a rejtélyes Kobayashi szerepét a Közönséges bűnözők című 1995-ös bűnügyi filmben. Szerepelt még A végső megoldás: Halál, az Apám nevében, az Amistad, a Fújhatjuk!, a Kikötői hírek, Az elszánt diplomata, az Eredet és a Baz Luhrmann-féle Rómeó + Júlia című filmekben is.

## Élete és pályafutása
Warringtonban, Angliában született 1946-ban, két nővére (Anne és Patricia) és egy fivére volt, Michael. Tanárnak tanult, mielőtt szerepelni kezdett volna, drámát oktatott. Steven Spielberg „a világ legjobb színészének” nevezte, miután együtt dolgoztak Az elveszett világ: Jurassic Park forgatásán. 1993-ban Oscar-díjra jelölték az Apám nevében filmben nyújtott alakításáért. A Brit Birodalom Rendje tiszti fokozatával tüntették ki a 2004-es újévi ünnepségen. 
Rákban halt meg 2011 januárjában a Royal Shrewsbury Kórházban.

## Magánélete
Két gyermeke született. Közülük fia, Billy Postlethwaite szintén színész lett. 

## Filmográfia

### Film
| Év   | Magyar cím                            | Eredeti cím                   | Szerep                               | Magyar hang      |
| ---- | ------------------------------------- | ----------------------------- | ------------------------------------ | ---------------- |
| 1975 |                                       | The Racer (rövidfilm)         | Ecco                                 |                  |
| 1977 | Párbajhősök                           | The Duellists                 | Treillard tábornokot borotváló férfi |                  |
| 1983 |                                       | Fords on Water                | Winston főnöke                       |                  |
| 1984 | Magánpraxis                           | A Private Function            | Douglas J. Nuttal                    | Izsóf Vilmos     |
| 1988 | A varrónő                             | The Dressmaker                | Jack                                 |                  |
| 1988 | Megölni egy papot                     | To Kill a Priest              | Josef                                |                  |
| 1988 | Távoli hangok, csendélet              | Distant Voices, Still Lives   | atya                                 |                  |
| 1990 | Hamlet                                | Hamlet                        | király a darabban                    | Konrád Antal     |
| 1992 | Őrült Stone, avagy 2008 a patkány éve | Split Second                  | Paulsen                              | Kiss Gábor       |
| 1992 | A végső megoldás: Halál               | Alien 3.                      | David                                | Reviczky Gábor   |
| 1992 | Lápvilág                              | Waterland                     | Henry Crick                          |                  |
| 1992 | Az utolsó mohikán                     | The Last of the Mohicans      | Beams százados                       |                  |
| 1993 |                                       | Anchoress                     | William Carpenter                    |                  |
| 1993 | Apám nevében                          | In the Name of the Father     | Giuseppe Conlon                      | Rajhona Ádám     |
| 1994 |                                       | Suite 16                      | Glover                               |                  |
| 1995 | Közönséges bűnözők                    | The Usual Suspects            | Mr. Kobayashi                        | Varga T. József  |
| 1996 | Ha eljön a szombat                    | When Saturday Comes           | Ken Jackson                          | Sörös Sándor     |
| 1996 | James és az óriásbarack               | James and the Giant Peach     | idős férfi                           | Ujréti László    |
| 1996 | Sárkányszív                           | Dragonheart                   | Gilbert of Glockenspur testvér       | Dörner György    |
| 1996 | Bűnidő                                | Crimetime                     | Sidney                               | Rajhona Ádám     |
| 1996 | Rómeó + Júlia                         | Romeo + Juliet                | Lőrinc barát                         | Dunai Tamás      |
| 1996 | Fújhatjuk!                            | Brassed Off                   | Danny                                | Rajhona Ádám     |
| 1997 | A kígyó csókja                        | The Serpent's Kiss            | Thomas Smithers                      | Kristóf Tibor    |
| 1997 | Az elveszett világ: Jurassic Park     | The Lost World: Jurassic Park | Roland Tembo                         | Áron László      |
| 1997 | Brute                                 | Brute                         | Sincai                               | Kiss Gábor       |
| 1997 | Amistad                               | Amistad                       | William S. Holabird                  | Szakácsi Sándor  |
| 1998 |                                       | Among Giants                  | Ray                                  |                  |
| 1999 |                                       | The Divine Ryans              | Reg Ryan nagybácsi                   |                  |
| 1999 |                                       | Wayward Son                   | Ben Alexander                        |                  |
| 2000 | Leszakad az ég                        | When the Sky Falls            | Martin Shaughnessy                   | Orosz István     |
| 2000 | Patkánymese                           | Rat                           | Hubert Flynn                         | Uri István       |
| 2001 | A bika tüze                           | Cowboy Up                     | Reid Braxton                         | Koncz István     |
| 2001 | Kikötői hírek                         | The Shipping News             | Tert Card                            | Barbinek Péter   |
| 2002 | Balfék balhé                          | Triggermen                    | Ben Cutler                           | Kárpáti Tibor    |
| 2002 | A női lélek fájdalmai                 | Between Strangers             | John                                 |                  |
| 2003 |                                       | The Selfish Giant (rövidfilm) | Arthur                               |                  |
| 2004 |                                       | The Limit                     | Gale                                 |                  |
| 2004 | Melegházi átverés                     | Strange Bedfellows            | Russell McKenzie                     | Juhász György    |
| 2005 |                                       | Red Mercury                   | Gold parancsnok                      |                  |
| 2005 | Fekete víz                            | Dark Water                    | Veeck                                | Beregi Péter     |
| 2005 | Az elszánt diplomata                  | The Constant Gardenerz        | Dr. Lorbeer / Dr. Brandt             | Borbiczki Ferenc |
| 2005 | Æon Flux                              | Æon Flux                      | Őrző                                 | Palóczy Frigyes  |
| 2006 |                                       | Valley of the Heart's Delight | Albion Munson                        |                  |
| 2006 | Ómen                                  | The Omen                      | Brennan atya                         | Versényi László  |
| 2007 | Szellemgyermek                        | Ghost Son                     | Doc                                  |                  |
| 2007 | A szerelem gyűrűje                    | Closing the Ring              | Quinlan                              | Reviczky Gábor   |
| 2008 |                                       | Player (rövidfilm)            | Colin                                |                  |
| 2009 | A hülyeség kora                       | The Age of Stupid             | levéltáros                           | Rajhona Ádám     |
| 2009 | Solomon Kane                          | Solomon Kane                  | William Crowthorn                    | Versényi László  |
| 2009 |                                       | Waving at Trains (rövidfilm)  | Douglas                              |                  |
| 2010 | A titánok harca                       | Clash of the Titans           | Szpürosz                             | Barbinek Péter   |
| 2010 | Eredet                                | Inception                     | Maurice Fischer                      | Forgács Gábor    |
| 2010 | Tolvajok városa                       | The Town                      | Fergus 'Fergie' Colm                 | Végh Péter       |
| 2011 | Kinyírni Bonót                        | Killing Bono                  | Karl                                 |                  |

### Televízió
| Év        | Magyar cím            | Eredeti cím                           | Szerep                          | Megjegyzések                                                                     |
| --------- | --------------------- | ------------------------------------- | ------------------------------- | -------------------------------------------------------------------------------- |
| 1975      |                       | Second City Firsts                    | Duffy                           | 1 epizód                                                                         |
| 1976      |                       | Plays for Britain                     | katona                          | 1 epizód                                                                         |
| 1978      | A bor nem válik vízzé | Last of the Summer Wine               | férfi a kávézóban               | 1 epizód                                                                         |
| 1978      |                       | Going Straight                        | Thomas Clifford Crowther        | 1 epizód                                                                         |
| 1978      |                       | Doris and Doreen                      | Mr. Lomax                       | tévéfilm                                                                         |
| 1979      |                       | Afternoon Off                         | galéria vendége                 | tévéfilm                                                                         |
| 1979      |                       | Horse in the House                    | Doug nagybácsi                  | 6 epizód                                                                         |
| 1981      |                       | Play for Today                        | Danny Duggan                    | 1 epizód                                                                         |
| 1981      |                       | Coronation Street                     | Cross őrmester                  | 1 epizód                                                                         |
| 1982–1993 |                       | Minder                                | Jack Wragg / Logie              | 2 epizód                                                                         |
| 1984      |                       | Mitch                                 | Jack Frost                      | 1 epizód                                                                         |
| 1985      |                       | Victoria Wood As Seen On TV           | Barry                           | 1 epizód                                                                         |
| 1985      |                       | Summer Season                         | festő                           | 1 epizód                                                                         |
| 1985      |                       | Cyrano de Bergerac                    | Ragueneau                       | tévéfilm                                                                         |
| 1987–1994 |                       | Screen Two                            | több szerep                     | 4 epizód                                                                         |
| 1988      |                       | Sunday Premiere                       | őrnagy                          | tévéfilm                                                                         |
| 1989      |                       | Tales of Sherwood Forest              | Eric                            | 7 epizód                                                                         |
| 1990      | Kincses sziget        | Treasure Island                       | George Merry                    | - tévéfilm - magyar hangja: - Zágoni Zsolt                                       |
| 1990      |                       | Screenplay                            | Paula apja                      | 1 epizód                                                                         |
| 1990      |                       | Debut on Two                          | Tony / Keef                     | 2 epizód                                                                         |
| 1990      |                       | Boon                                  | Steve McLaughlin                | 1 epizód                                                                         |
| 1990      | Zorro                 | Zorro                                 | bandita                         | 1 epizód                                                                         |
| 1990–1993 | Baleseti sebészet     | Casualty                              | Ralph Peters / Hank             | 2 epizód                                                                         |
| 1991      |                       | A Child from the South                | Harry                           | TV film                                                                          |
| 1992      |                       | El C.I.D.                             | Vince                           | 1 epizód                                                                         |
| 1992      |                       | Between the Lines                     | Jameson főfelügyelő             | 1 epizód                                                                         |
| 1992      |                       | Shakespeare: The Animated Tales       | Quince                          | 1 epizód                                                                         |
| 1993      |                       | Lovejoy                               | Terence Sullivan                | 1 epizód                                                                         |
| 1994      |                       | Pie in the Sky                        | Kevin Tasker                    | 1 epizód                                                                         |
| 1994      |                       | Sharpe                                | Obadiah Hakeswill őrmester      | 2 epizód                                                                         |
| 1994      | Ahány férfi           | Martin Chuzzlewit                     | Montague Tigg / Tigg Montague   | minisorozat (5 epizód)                                                           |
| 1999      | Elveszett szavak      | Lost for Words                        | Deric Longden                   | tévéfilm                                                                         |
| 1999      | Alice Csodaországban  | Alice in Wonderland                   | ácsmester                       | - tévéfilm - magyar hangja: - Orosz István                                       |
| 1999      |                       | Butterfly Collectors                  | John McKeown                    | tévéfilm                                                                         |
| 1999      | Állatfarm             | Animal Farm                           | Jones gazda / Benjamin (hangja) | - tévéfilm - magyar hangja: - Barbinek Péter (Jones) - Fazekas István (Benjamin) |
| 2000      | A hét legfőbb bűn     | The Sins                              | Len Green                       | minisorozat (3 epizód)                                                           |
| 2003      | Város a pokol szélén  | Shattered City: The Halifax Explosion | Charles Burchell                | 2 epizód                                                                         |
| 2008      |                       | Criminal Justice                      | Hooch                           | 5 epizód                                                                         |

## Fordítás
- Ez a szócikk részben vagy egészben a Pete Postlethwaite című angol Wikipédia-szócikk fordításán alapul.  Az eredeti cikk szerkesztőit annak laptörténete sorolja fel. Ez a jelzés csupán a megfogalmazás eredetét és a szerzői jogokat jelzi, nem szolgál a cikkben szereplő információk forrásmegjelöléseként.